# Dirección General de Atención a las Víctimas
La Dirección General de Atención a las Víctimas (DGAV) es el órgano directivo del Ministerio de Política Territorial y Memoria Democrática, adscrito a la Secretaría de Estado de Memoria Democrática, a la que le corresponde implementar las medidas de reconocimiento y reparación institucional de las víctimas de la guerra civil y la dictadura de Francisco Franco.

## Historia
Tras la aprobación de la Ley de Memoria Democrática de 2022, se reforzó este área con una nueva Subdirección General de Divulgación de la Memoria. Sin embargo, a juicio del entonces ministro Ángel Víctor Torres, esto no supuso el necesario impulso para la memoria democrática y, al objeto de obtener mayores recursos humanos, así como una potenciación orgánica, se dividió la entonces Dirección General de Atención a las Víctimas y Promoción de la Memoria Democrática en dos nuevas direcciones generales, una para asuntos de promoción y otra para asistencia a las víctimas.

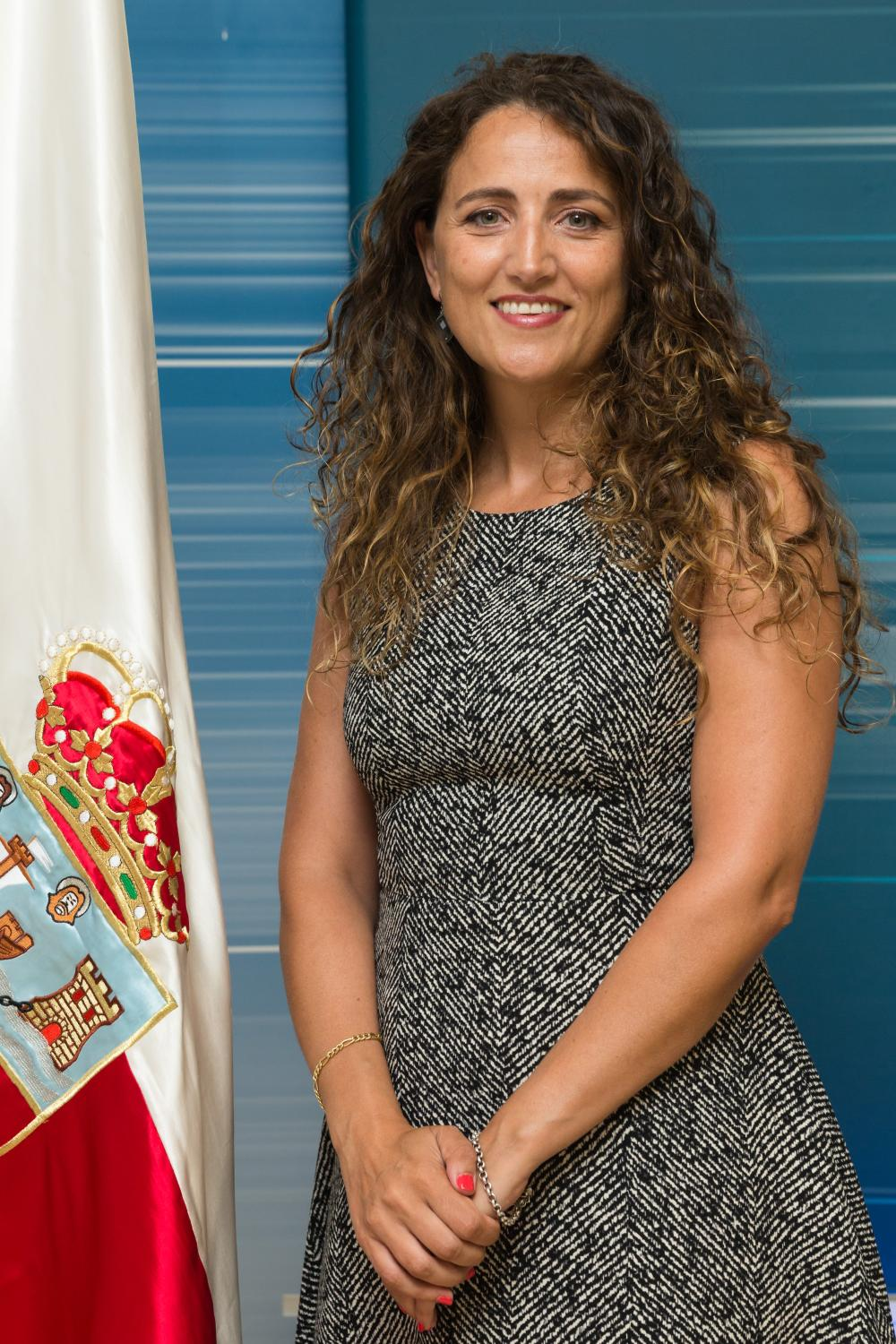
La directora general, Zoraida Hijosa Valdizán.

## Estructura y funciones
La Dirección General se estructura en un único órgano directivo, a través del cual ejerce sus funciones:
- La Subdirección General de Ayuda a las Víctimas de la Guerra y de la Dictadura, a la que le corresponde prestar asistencia técnica y administrativa a las víctimas de la guerra civil y posterior dictadura, la realización de auditorías sobre bienes expoliados y el mantenimiento del Registro y Censo Estatal de Víctimas..
  - A su vez, depende de esta Subdirección General la División de Exhumaciones, a la que le corresponde coordinar las tareas de búsqueda, localización, exhumación e identificación de víctimas en las fosas comunes, así como la gestión de solicitudes, asistencia a órganos colectivos de su ámbito competencial, la gestión y actualización del Mapa Integrado de localización de personas desaparecidas y la coordinación del Banco Estatal de ADN de Víctimas de la Guerra y la Dictadura.

## Titular
- Zoraida Hijosa Valdizán (2024-)[2]